# جون جاكسون ميلر
جون جاكسون ميلر (بالإنجليزية: John Jackson Miller)‏ هو كاتب أمريكي، ولد في 12 يناير 1968.

## وصلات خارجية
- الموقع الرسمي
- جون جاكسون ميلر على موقع ميوزك برينز (الإنجليزية)